# پاپ یوحنا

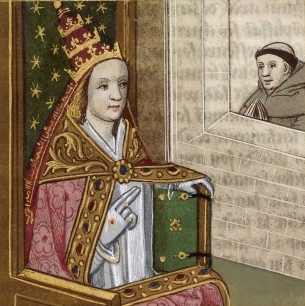
نسخه خطی مصور پاپ یوحانا با تاج و تار پاپی. کتابخانه ملی فرانسه، c. 1560

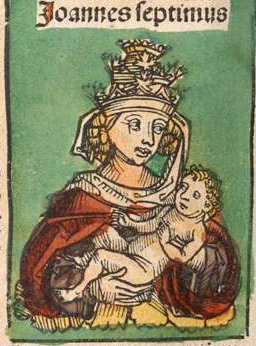
تصویری از «پاپ یوحانا» در تواریخ نورنیبرگ مذهبی هارتمن شدل ، منتشر شده در ۱۴۹۳

پاپ یوحنا (یوهانس انگلیکوس ۸۵۷–۸۵۵) با رجوع به اساطیر و افسانه‌ها زنی بود که به عنوان پاپ در مدت ناشناخته ای در قرون وسطی سلطنت کرد. داستان او اول در تاریخچه‌های قرن سیزدهم آشکار شد و متعاقباً در سرتاسر اروپا گسترش یافت. این داستان به‌طور وسیعی برای قرن‌ها باور می‌شد اما اغلب محققان مدرن و امروزی آن را تخیلی می‌پندارند.
بیشتر نسخه‌های داستان او آن را به عنوان زنی با استعداد و باسواد و دانش‌آموخته توصیف می‌کنند که غالباً به امر معشوقش خود را به شکل مردی تبدیل کرد. در یک شرح عامیانه او با توجه به توانایی‌هایش سلسله مراتب کلیسا را ترقی کرد و در نهایت به عنوان پاپ انتخاب شد. جنسیت او هنگامی که در حین راهپیمایی زایمان کرد فاش شد و کمی بعد یا از طریق قتل یا به دلایل طبیعی از دنیا رفت. این روایت جاکی از آن است که راهپیمایی‌های کلیسا از آن محل اجتناب کردند و واتیکان پاپ مؤنث (یوحنا) را از لیست رسمی خود حذف نمود و آیینی را جهت اطمینان از مرد بودن پاپ‌های آینده ایجاد نمود. کلیسای جامع سینا (Siena Cathedral) در قرن شانزدهم شامل مجسمه نیم تنه یوحنا در میان سایر پاپ‌ها بود؛ این مجسمه بعد از اعتراض، سال ۱۶۰۰ نابود شد.

## تاریخچه
ژان دو میللی، که حدوداً در ۱۲۵۰ میلادی نوشته شده شامل اولین توصیفات از پاپ مؤنث ناشناخته‌ای است و این وقایع‌نگاری به تعدادی روایت بیشتر در چند سال آینده الهام بخشید. محبوب‌ترین و تاثیرگذارترین نسخه آن استنباط به تواریخ مارتین از پاپ‌ها و امپراطورهای اوپاوا بعداً در قرن سیزدهم بود. مارتین جزئیاتی از پاپ مؤنثی که به هنگام تولد نام او یوحنا انگلیکوس از ماینتس بود بیان کرد که در قرن نهم سلطنت کرد و برای تعقیب کردن معشوقش وارد کلیسا شد. این افسانه به‌طور کلی تا قرن شانزدهم به عنوان واقعیت تلقی می‌شد تا زمانی که مناظره‌های گسترده میان نویسنده‌های کاتولیک و پروتستان داستان را زیر سؤال برد؛ نویسنده‌های مختلف اختلاف زیاد و طولانی غیرقابل تصور بین عمر مفروض یوحنا و اولین نشانه از او در متون را خاطر نشان کردند. دیوید بلوندل محقق پروتستانی در نهایت غیرممکن بودن داستان را نشان داد. پاپ یوحنا به‌طور گسترده تخیلی تلقی می‌شود، اگرچه این افسانه در تصاویر فرهنگی تأثیرگذار باقی می‌ماند.